# Sant Sadurní
San Sadurní (oficialmente y en catalán Sant Sadurní) es una entidad de población española del municipio de Cruilles, Monells y San Sadurní, perteneciente a la provincia de Gerona, en la comunidad autónoma de Cataluña.

## Toponimia
El lugar puede aparecer referido como «Sant Sadurní», «San Sadurní» y «Sant Sadurní de l'Heura».

## Historia
Hacia mediados del siglo XIX, el lugar, por entonces con ayuntamiento propio, tenía contabilizada una población de 390 habitantes. Aparece descrito en el decimotercer volumen del Diccionario geográfico-estadístico-histórico de España y sus posesiones de Ultramar de Pascual Madoz con las siguientes palabras:

SAN SADURNÍ: l. con ayunt. en la prov. y dióc. de Gerona (3 leg.), part. jud. de La Bisbal (1, aud. terr., c. g. de Barcelona (15), sit. sobre una pequeña altura, con buena ventilacion y clima templado y sano, las enfermedades comunes son fiebres intermitentes y biliosas. Tiene 130 casas y una igl. parr. (San Saturnino), de la que es aneja la capilla de San Juan de Salellas, servida por un cura de ingreso de provision real y ordinaria. El térm. confina N. Monells; E. S. Cruilles, y O. San Ciprian dels Alls. El terreno es de mediana calidad; la parte montuosa contiene bosques arbolados de encinas y alcornoques; le fertilizan dos arroyos que unen sus aguas á las del r. Riusech y á las del Adaró; estas impulsan las ruedas de 3 molinos harineros. Hay varios caminos locales, carreteros y de herradura. prod.: cereales, aceite, vino y corcho; cria algun ganado y caza de perdices, codornices, conejos y liebres. pobl.: 78 vec., 390 alm. cap. prod.: 4.559,600 rs. imp.: 113,990.
(Madoz, 1849, p. 727)

El municipio de San Sadurní desapareció en 1974 para unirse a los de Cruïlles y Monells y conformar el de Cruilles, Monells y San Sadurní. En 2023, la entidad colectiva de población tenía empadronados 243 habitantes; la entidad singular de población, 183, y el núcleo de población, 172.

## Demografía
| Gráfica de evolución demográfica de San Sadurní entre 1842 y 1970 |
| |
| Población de derecho según los censos de población del INE Población de hecho según los censos de población del INEEntre el censo de 1981 y el anterior, este municipio desaparece porque se agrupa en el municipio Cruilles, Monell y San Sadurní |